# Есковеду
Есковеду (итал. Escovedu) је насеље у Италији у округу Ористано, региону Сардинија.
Према процени из 2011. у насељу је живело 226 становника. Насеље се налази на надморској висини од 214 м.